# 6659 Піч
6659 Піч (6659 Pietsch) — астероїд головного поясу, відкритий 24 грудня 1992 року.
Тіссеранів параметр щодо Юпітера — 3,531.